# Regumiel de la Sierra
Regumiel de la Sierra település Spanyolországban, Burgos tartományban. Regumiel de la Sierra Canicosa de la Sierra, Quintanar de la Sierra, Neila, Duruelo de la Sierra, Soria és Sierra de Urbión községekkel határos. Lakosainak száma 301 fő (2024).

## Népesség
A település népessége az utóbbi években az alábbiak szerint változott:
| Lakosok száma | 476  | 458  | 442  | 433  | 410  | 371  | 359  | 340  | 336  | 301  |
|               | 2001 | 2004 | 2006 | 2009 | 2011 | 2014 | 2016 | 2019 | 2021 | 2024 |